# Culiseta hilli
Culiseta hilli är en tvåvingeart som först beskrevs av Edwards 1926.  Culiseta hilli ingår i släktet Culiseta och familjen stickmyggor. Inga underarter finns listade i Catalogue of Life.